# عبد الله العويس
عبد الله بن فهد بن صالح العويس نائب رئيس أمن الدولة السعودي بمرتبة وزير منذ 13 يناير 2022.